# ЗиС-30
ЗИС-30 је импровизовано совјетско самоходно против-тенковско оруђе из Другог светског рата.

## Историја
У тренутку немачког напада 1941. (Операција Барбароса) СССР није имао самоходних против-тенковских топова. Јула 1941. по наређењу Министарства за наоружање СССР направљен је импровизовани ловац на тенкове ЗИС-30 монтирањем против-тенковског топа ЗИС-2 од 57 mm на постојећи оклопни транспортер Комсомолац.

## Карактеристике
Конверзија је била крајње проста и обухватала је само постављање топа и његовог штита на задњу теретну платформу и додавање два покретна подупирача на задњи део возила ради стабилности при гађању. Производња транспортера Комсомолац убрзо је прекинута у корист тенкова, тако да су прикупљана истрошена возила по јединицама. Све у свему, направљено је 101 импровизовано самоходно ПТ оруђе.

## У борби
ЗИС-30 могао је да пробије сваки немачки тенк тог времена, али возило је имало знатне недостатке: одсуство радија, слаба заштита за посаду, кратак домет и нестабилност при гађању.